# Хротиц
Гротиц или Хротиц (арм. Հրոտից) — двенадцатый месяц древнеармянского календаря. Хротиц имел 30 дней, начинался 7 июля и заканчивался 5 августа.
Происхождение названия месяца хротиц некоторые лингвисты возводят к слову «хур» (арм. հուր) — «пламя». Другая часть исследователей связывает его со словом «Фравартикан» — обозначения одного из арийских божеств. Согласно древнеармянскому историку Мовсесу Хоренаци месяц назван в честь одного из сыновей Айка Наапета — прародителя армян.